# Tipus de xocolata

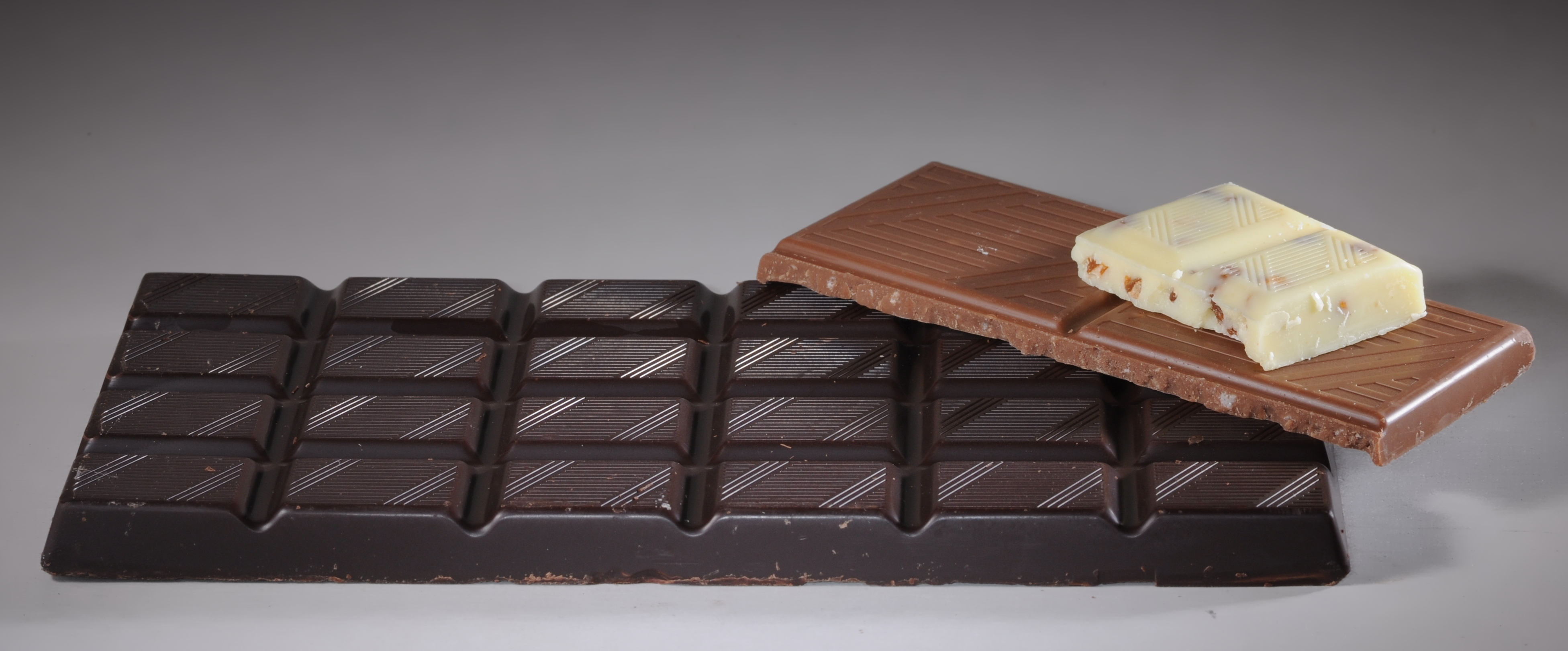
La xocolata es presenta més habitualment en varietats fosques (inferior), llet (mitjana) i blanques (superior), amb els sòlids de cacau que contribueixen a la coloració marró.

La xocolata és un producte alimentari elaborat amb grans (o llavors) de cacau torrats i mòlts, mesclats amb greix (en els casos de xocolata de qualitat, mantega de cacau) i sucre en pols, per produir un producte de pastisseria sòlid. Hi ha diversos tipus de xocolata, classificats principalment segons la proporció de cacau i contingut de greix utilitzat en una formulació determinada.
L'ús de designacions de noms particulars està subjecte a regulacions governamentals en alguns països.

## Llista de tipus

### Rajoles de xocolata

#### Xocolata rossa
La xocolata rossa s'elabora escalfant lentament xocolata blanca, la qual cosa li dóna un color daurat i hi desencadena unes reaccions de Maillard. Aquestes reaccions creen una varietat de compostos de sabor que contribueixen al seu sabor a caramel. Va ser descobert accidentalment l'any 2006 per un cap de pastisseria de Valrhona, que l'any 2012 va ser la primera empresa a fabricar-lo comercialment.

#### Crioll
Xocolata feta amb grans de cacau crioll, que es considera de més qualitat que les varietats de cacau forastero. La crioll és una varietat rara i molt apreciada.

#### Xocolata negra

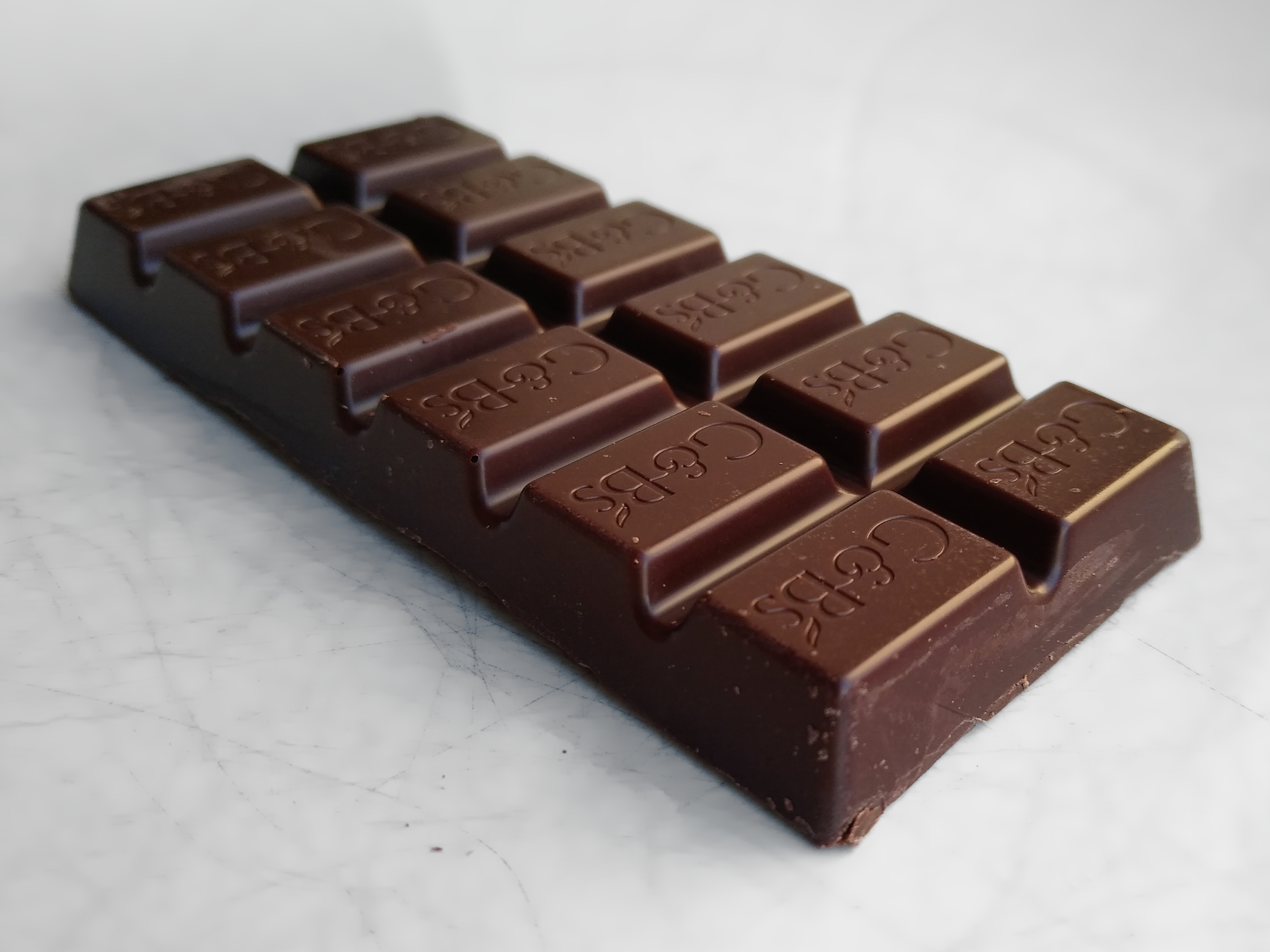
Rajola de xocolata negra

La xocolata negra, també anomenada xocolata natural, s'elabora amb només mantega de cacau, sense afegir-hi greix de llet. Està elaborat amb licor de xocolata al qual s'hi afegeix una mica de sucre, més mantega de cacau i vainilla. El mínim que es considera per a la xocolata negra a Europa és el 35%, però normalment té uns percentatges de cacau més alts, que poden anar del 45% al 100%. La xocolata negra es pot menjar tal qual, o utilitzar-se a la cuina, per la qual cosa es venen rajoles de pastisseria més gruixudes. Una quantitat més alta de sòlids de cacau indica més amargor. Moltes marques mostren el percentatge de cacau als seus embolcalls.
Les normes de la Unió Europea especifiquen un mínim del 35% de sòlids de cacau. La Food and Drug Administration dels EUA requereix una concentració del 15% de licor de xocolata .
La "xocolata amargant" és una versió de xocolata negra destinada a rebosteria amb una quantitat baixa de sucre, al voltant del 33% de la massa final. La "xocolata semi-dolça" inclou més sucre, donant lloc a un producte una mica més dolç, però les dues són en gran part intercanviables en rebosteria.
No hi ha proves concloents que la xocolata negra afecti significativament d'una manera o una altra la pressió arterial o aporti altres beneficis per a la salut.

#### Xocolata Gianduja

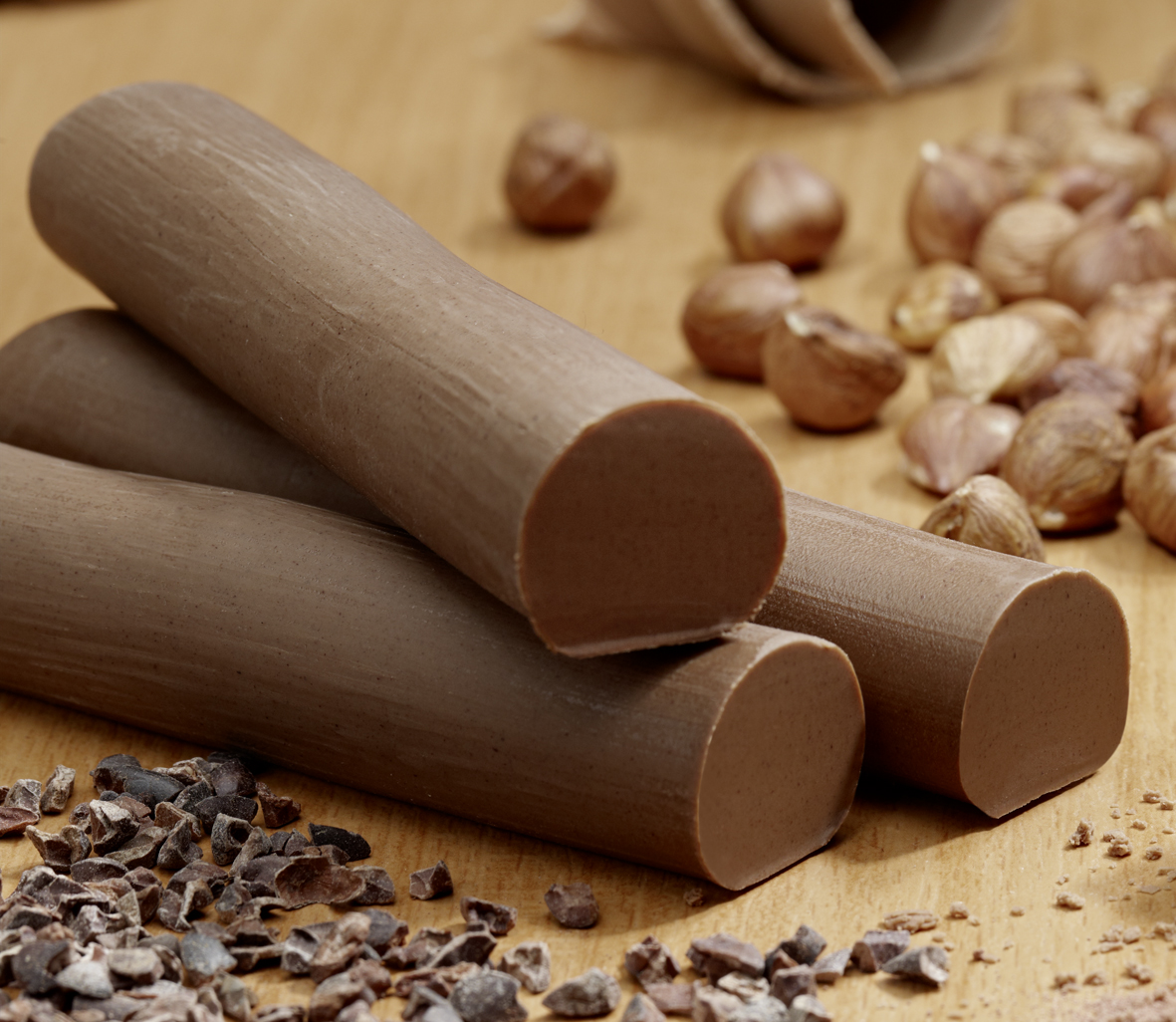
Barres de Gianduja

La xocolata Gianduja s'elabora barrejant mantega d'avellana amb pasta de xocolata. De la mateixa manera que la xocolata estàndard, s'elabora tant en versió simple com amb llet. També pot contenir altres fruits secs, com l'ametlla. Com a rajola, la gianduja s'assembla a la xocolata normal, excepte el fet que és significativament més suau a causa de la presència d'oli d'avellana.

#### Xocolata amb llet

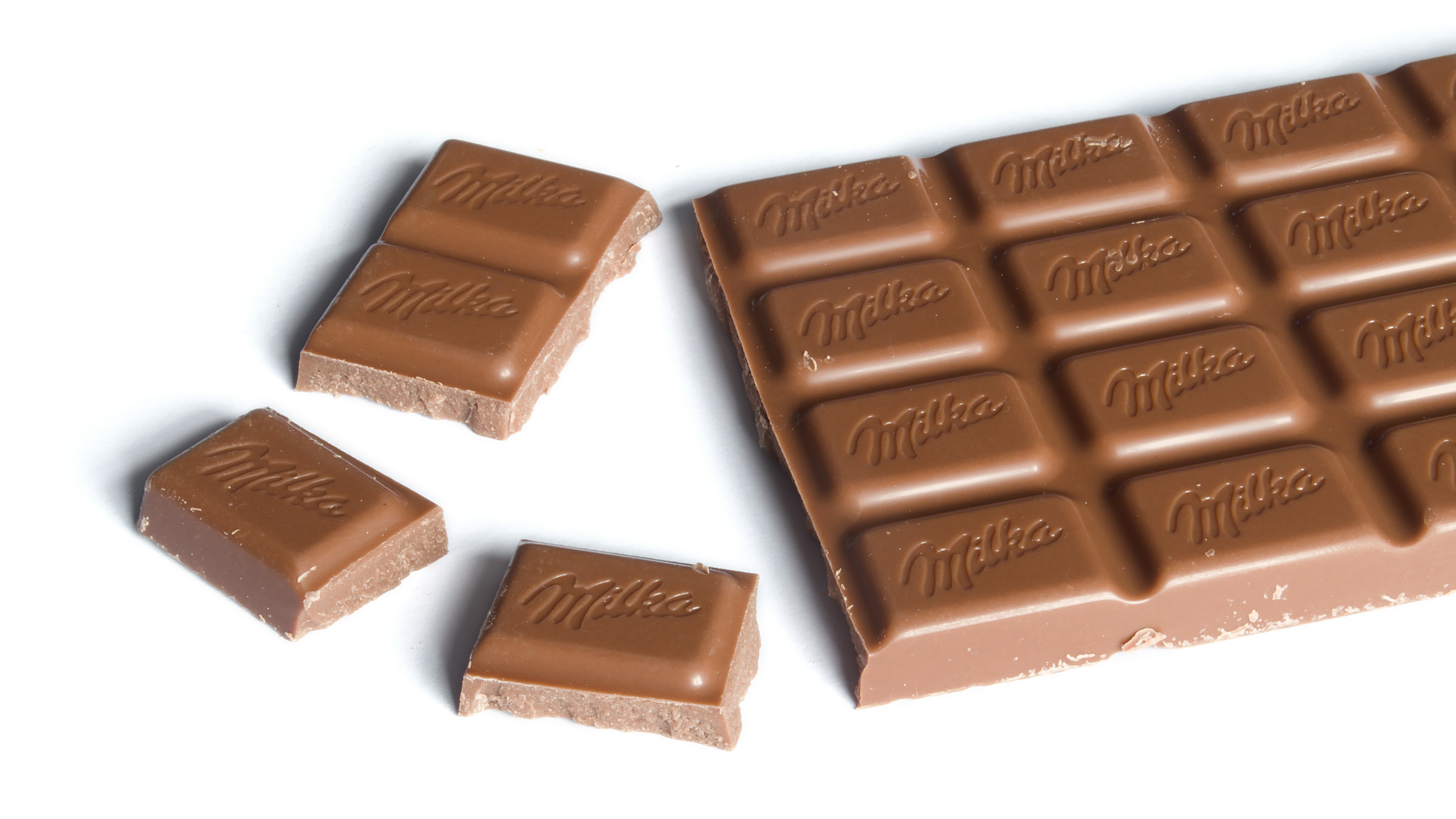
Rajola de xocolata amb llet

La xocolata amb llet és una xocolata sòlida barrejada amb llet. Les diferències de sabor entre les diferents marques i regions es deuen en gran part a les diferències en la manera com els fabricants manipulen la llet durant la producció, com ara l'elecció de llet en pols, llet condensada, o llet parcialment lipolitzada.
La primera variant coneguda va ser desenvolupada per Jordan &amp; Timaeus el 1839 amb llet de burra. El 1875 un pastisser suís, Daniel Peter, va desenvolupar una xocolata amb llet sòlida utilitzant llet condensada, que havia estat inventada per Henri Nestlé, veí de Peter a Vevey.

#### Xocolata ecològica o orgànica
La xocolata ecològica, també anomenada orgànica, és la xocolata que ha estat certificada orgànica, és a dir, generalment, no hi ha fertilitzants químics ni pesticides utilitzats en el cultiu dels grans de cacau que produeixen la xocolata. A partir del 2016, era un sector en creixement a la indústria mundial de la xocolata. La xocolata ecològica és un producte socialment desitjable per a alguns consumidors. Molts productors de xocolata ecològica obtenen els seus ingredients de granges i cooperatives certificades de cacau de comerç just.

#### Xocolata crua
La xocolata crua és la xocolata que no s'ha processada, escalfada o barrejada amb altres ingredients. Es ven als països productors de xocolata i, en menor mesura, a altres països. Sovint es promociona com a saludable. La xocolata crua inclou molts antioxidants, minerals i vitamines essencials. Això inclou proteïnes, ferro i fibra.

#### Xocolata rubí

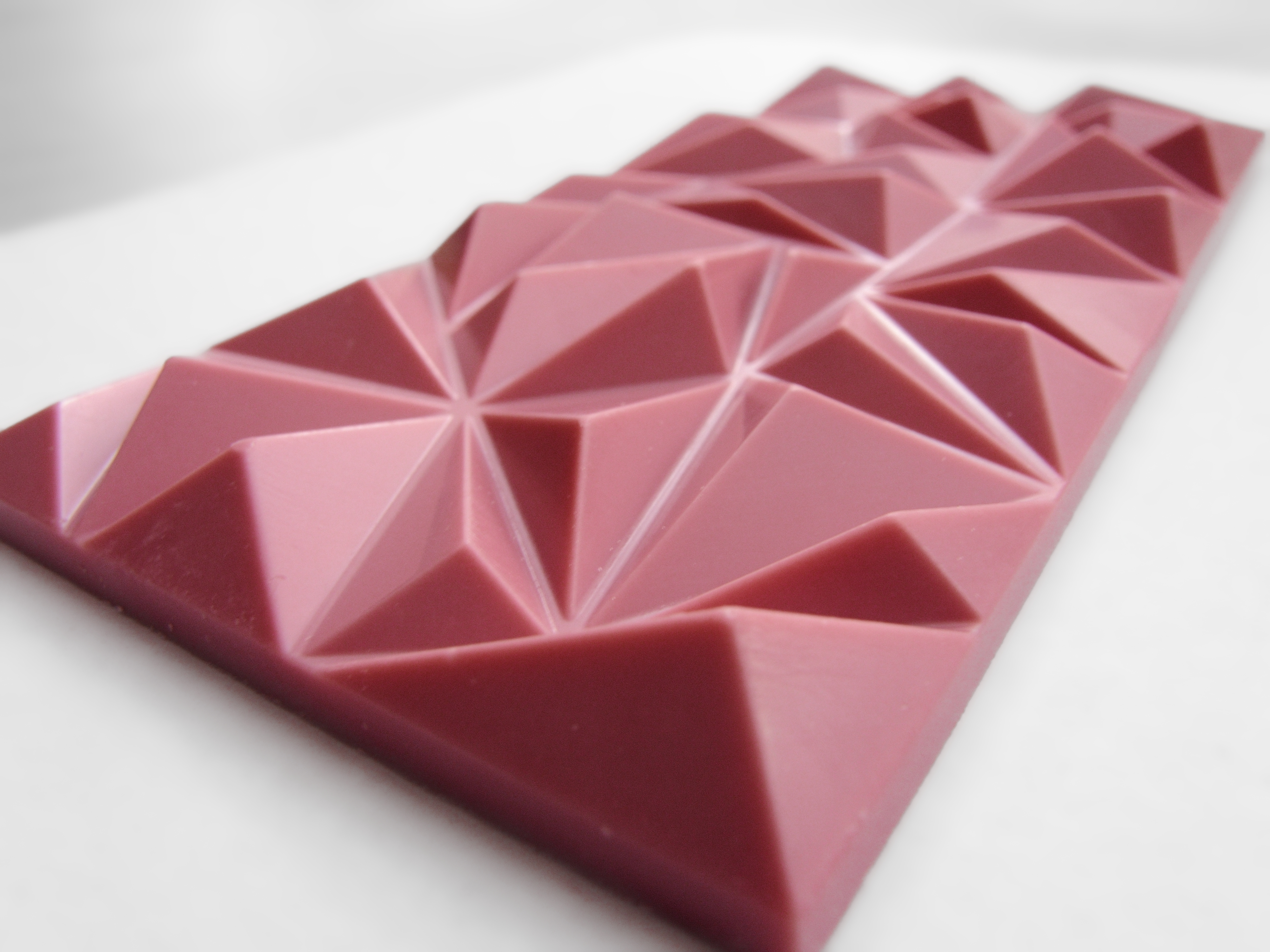
Rajola de xocolata rubí

La xocolata rubí és un tipus de xocolata creat per Barry Callebaut, una empresa de cacau belga-suïssa. La varietat es va desenvolupar des del 2004 i es va llançar al públic el 2017. El tipus de xocolata s'elabora amb el gra de cacau Ruby, donant com a resultat un color vermell diferent i un sabor diferent, descrit com a "dolç però agre".

#### Xocolata vegana
La xocolata vegana és una xocolata que s'assembla a la xocolata amb llet però que utilitza llet vegetal en lloc de llet animal.

#### Xocolata blanca
La xocolata blanca, tot i que té una textura similar a la de la xocolata amb llet i la xocolata negra, no conté sòlids de cacau que aportin un color fosc. Està feta de sucre, llet i mantega de cacau, extreta del licor de cacau. És de color marfil pàl·lid i no té molts dels compostos que es troben a la xocolata amb llet i negra.
La xocolata blanca és el tipus de xocolata amb el percentatge més alt de sòlids de llet, normalment al voltant del 30 per cent o més, mentre que la xocolata amb llet només té al voltant del 25 per cent.
L'any 2002, la Food and Drug Administration dels EUA va establir un estàndard per a la xocolata blanca com el "nom comú o habitual dels productes fets amb greix de cacau (és a dir, mantega de cacau), sòlids de llet, edulcorants nutritius d'hidrats de carboni i altres ingredients segurs i adequats, però que no conté sòlids de cacau sense greix".

### Xocolata de rebosteria

#### Xocolata per cuinar

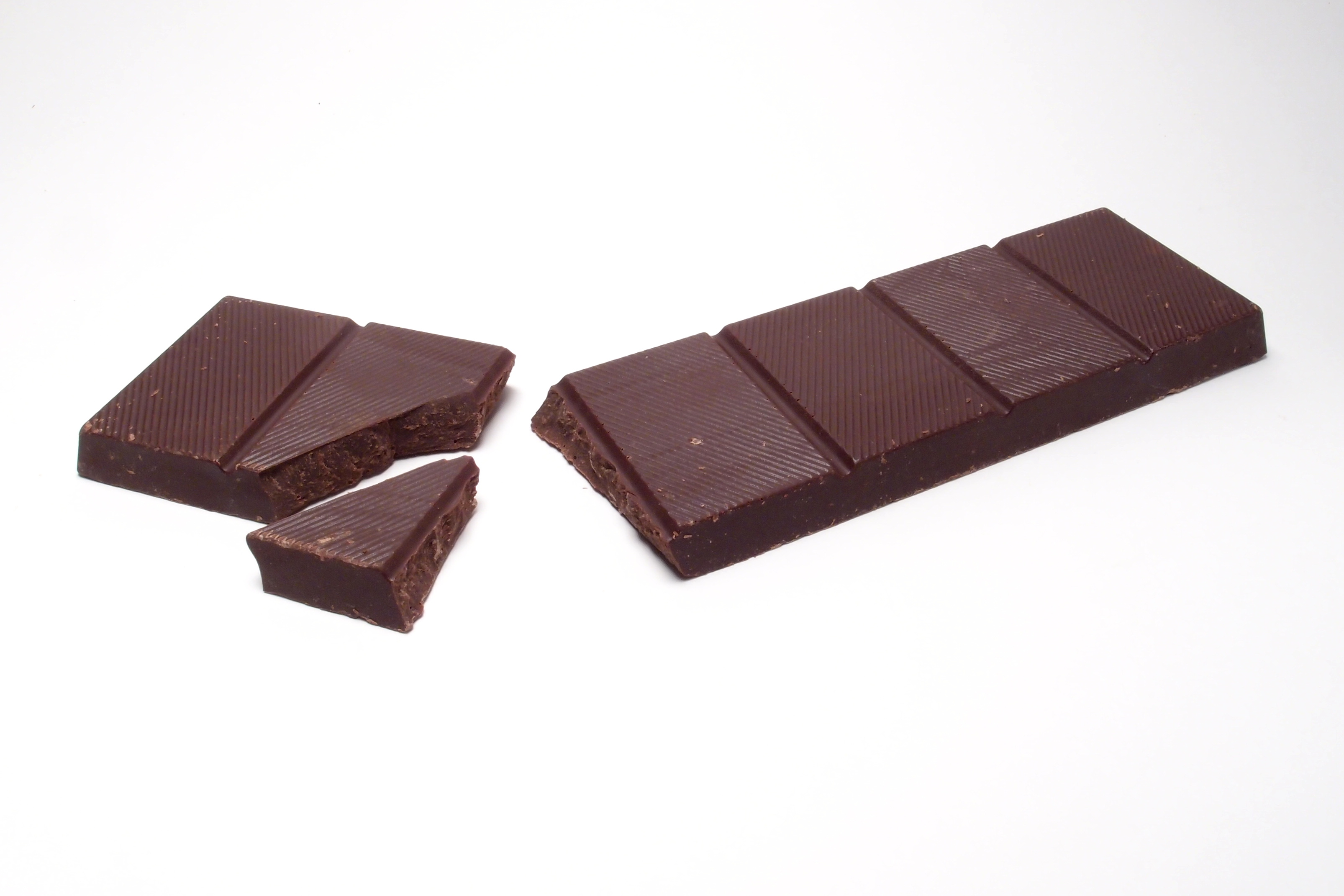
Una rajola de xocolata negra per cuinar

La xocolata per cuinar, és la xocolata destinada a ser utilitzada per coure i en aliments dolços que poden o no ser endolcits. La xocolata negra, la xocolata amb llet i la xocolata blanca també es produeixen i comercialitzen com a xocolata per cuinar. Tanmateix, és possible que la xocolata per cuinar de menor qualitat no sigui tan saborosa en comparació amb la xocolata de major qualitat i pot tenir una sensació en boca diferent.
Als EUA, la xocolata per cuinar que no conté sucre afegit es pot etiquetar "xocolata sense sucre".

#### Cobertura de xocolata

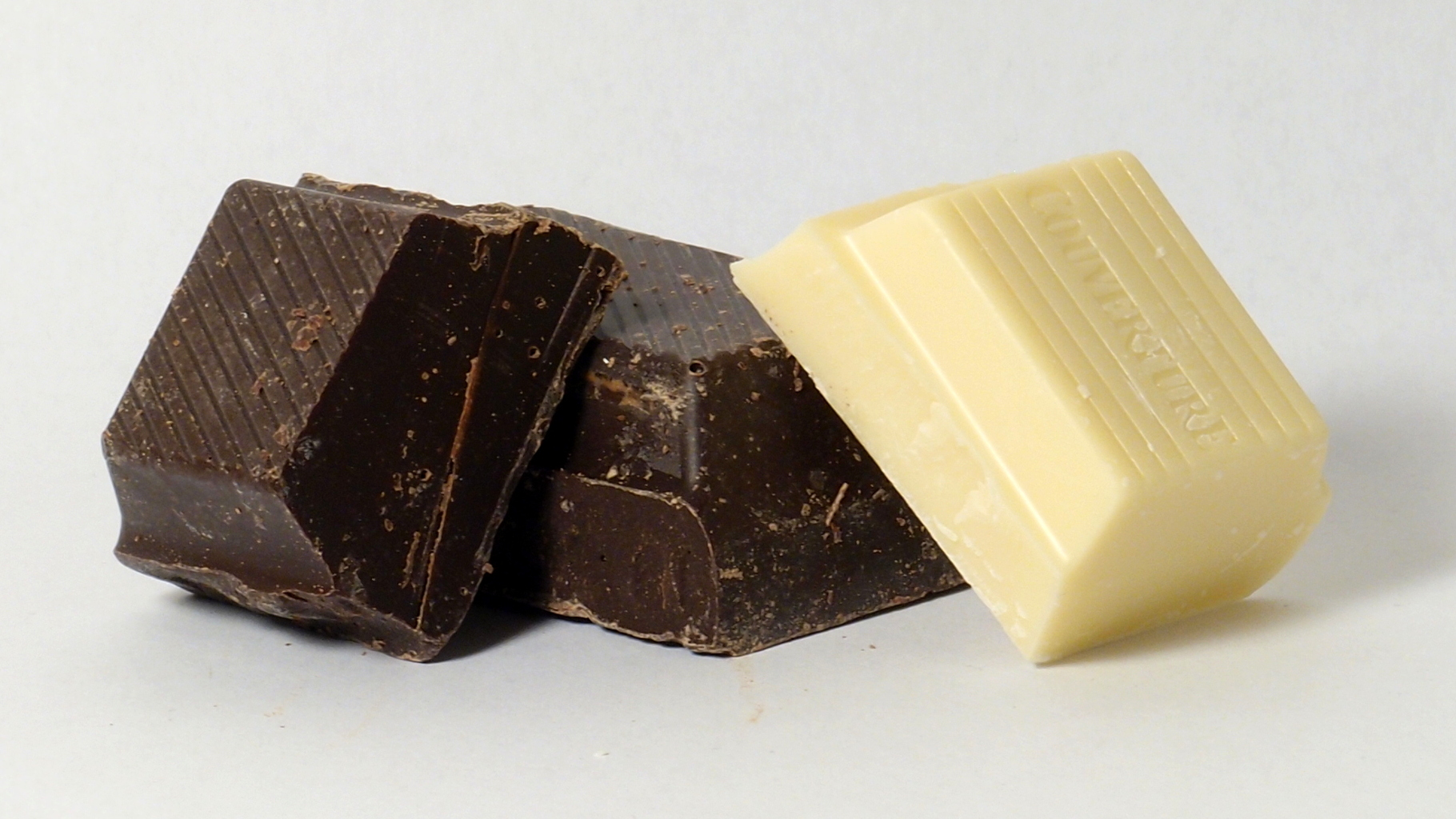
Xocolata coberta (blanca i negra)

La xocolata de cobertura (del francès couverture "cobrir") és una classe de xocolata d'alta qualitat que conté un percentatge més elevat de mantega de cacau que altres xocolates temperades amb precisió. La xocolata de cobertura és utilitzada pels professionals per submergir, revestir, emmotllar i guarnir. Les marques populars de xocolata de cobertura utilitzades pels pastissers inclouen: Valrhona, Lindt & Sprüngli, Scharffen Berger, Callebaut i Guittard.

#### Xocolata composta

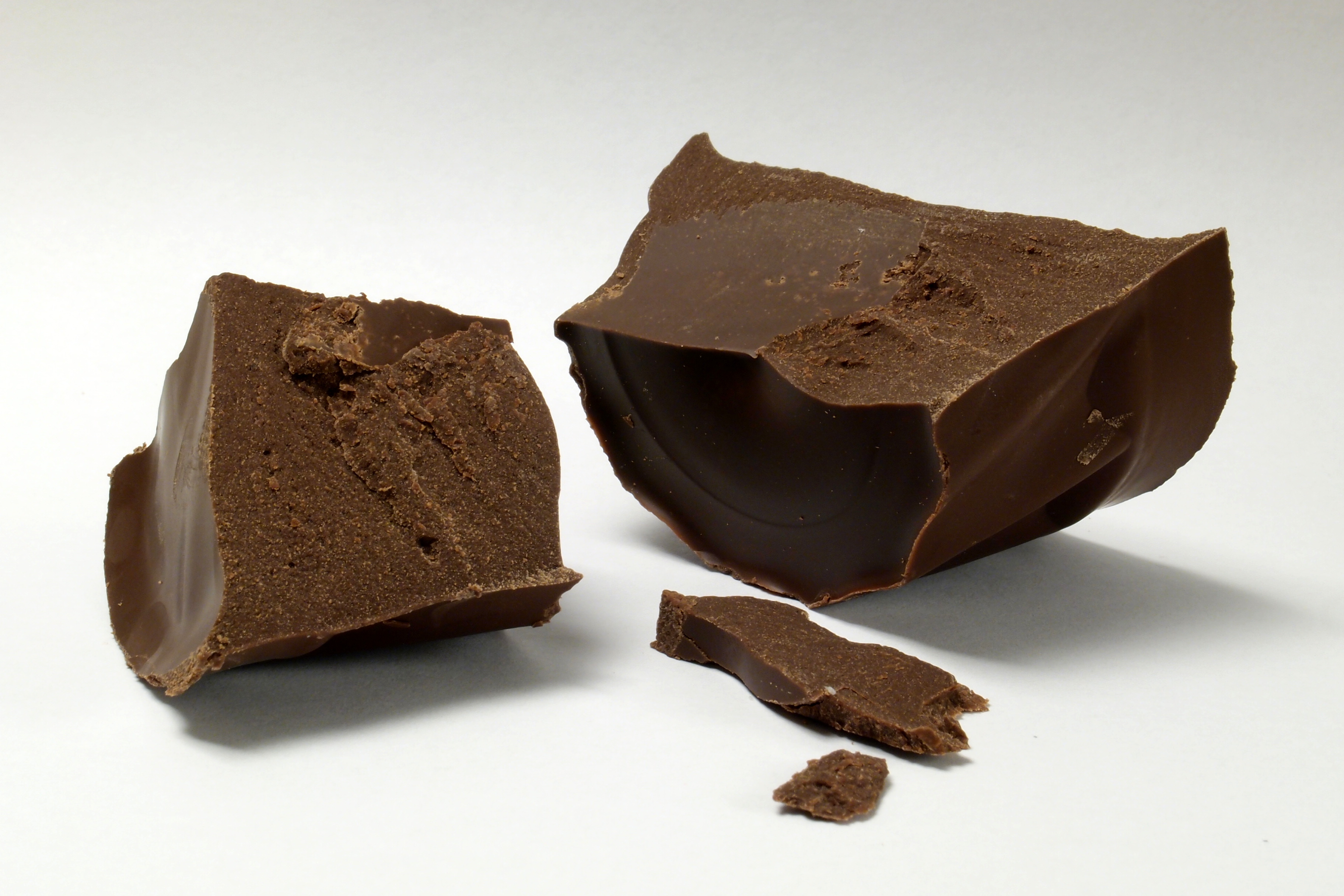
Trossos de recobriment de pastís de xocolata fosc

La xocolata composta és el nom d'un producte xocolater que combina cacau amb altres greixos vegetals, normalment greixos tropicals o greixos hidrogenats, com a substitut de la mantega de cacau. Sovint s'utilitza per a recobriments de llaminadures amb xocolata. A molts països no es pot anomenar "xocolata" legalment.

#### Xocolata de modelar
La xocolata per modelar és una pasta de xocolata que es fa fonent la xocolata i combinant-la amb xarop de blat de moro, xarop de glucosa o xarop daurat . S'utilitza principalment pels pastissers per afegir decoració a pastissos o, en el vas de Catalunya, a les mones de Pasqua.

## Requisits legals per país/regió

### Canadà
La legislació per als productes de cacau i xocolata al Canadà es troba a la divisió 4 de la normativa sobre aliments i drogues (FDR), sota la Llei d'aliments i drogues (FDA). L'Agència Canadenca d'Inspecció d'Aliments (CFIA) és responsable de l'administració i el compliment de la FDR i la FDA (en relació amb els aliments).
| Producte                                                           | Mantega de cacau | Sòlids de llet | Greix de llet | Sòlids de cacau sense greixos | Sòlids de cacau |
| ------------------------------------------------------------------ | ---------------- | -------------- | ------------- | ----------------------------- | --------------- |
| Xocolata amb llet                                                  | ≥ 15%            | ≥ 12%          | ≥ 3,39%       | ≥ 2,5%                        | ≥ 25%           |
| Xocolata dolça                                                     | ≥ 18%            | < 12%          |               | ≥ 12%                         | ≥ 31%           |
| Xocolata, xocolata agredolça, xocolata semi-dolça o xocolata negra | ≥ 18%            | < 5%           |               | ≥ 14%                         | ≥ 35%           |
| Xocolata blanca                                                    | ≥ 20%            | ≥ 14%          | ≥ 3,5%        |                               |                 |

L'ús de substituts de la mantega de cacau no està permès al Canadà. La xocolata que es ven al Canadà no pot contenir greixos ni olis vegetals.
Els únics edulcorants permesos a la xocolata al Canadà figuren a la divisió 18 de la normativa sobre aliments i drogues. No es permeten els edulcorants artificials com l'aspartam, la sucralosa, l'acesulfam potassi i els alcohols de sucre (sorbitol, maltitol, etc.).
Els productes fabricats o importats al Canadà que contenen ingredients no permesos (greixos o olis vegetals, edulcorants artificials) legalment no es poden anomenar "xocolata" quan es venen al Canadà. S'ha d'utilitzar un nom no estandarditzat com ara "caramel".

### Unió Europea i Regne Unit
Hi ha hagut desacord a la UE sobre la definició de xocolata. Aquesta disputa cobreix diverses qüestions, entre elles els tipus de greix i la quantitat de cacau utilitzada. L'any 1999, però, la UE va resoldre el problema del greix permetent que fins a un 5% del contingut de xocolata fos una de les sis alternatives a la mantega de cacau: oli d'illipe, oli de palma, sal, mantega de karité, kokum gurgi o oli de mango
Els productes etiquetats com a "xocolata amb llet de família" a altres llocs de la Unió Europea poden etiquetar-se simplement com a "xocolata amb llet" a Malta, el Regne Unit i la República d'Irlanda.
| Producte                                               | Solids secs de cacau totals | Mantega de cacau | Sòlids de cacau sense greix | Greix total | Greix de llet | Sòlids de llet | Farina/midó |
| ------------------------------------------------------ | --------------------------- | ---------------- | --------------------------- | ----------- | ------------- | -------------- | ----------- |
| Xocolata negra                                         | ≥ 35%                       | ≥ 18%            | ≥ 14%                       |             |               |                |             |
| Cobertura de xocolata                                  | ≥ 35%                       | ≥ 31%            | ≥ 2.5%                      |             |               |                |             |
| Fideus o flocs de xocolata                             | ≥ 32%                       | ≥ 12%            | ≥ 14%                       |             |               |                |             |
| Xocolata amb llet                                      | ≥ 25%                       |                  | ≥ 2.5%                      | ≥ 25%       | ≥ 3.5%        | ≥ 14%          |             |
| Cobertura de xocolata amb llet                         | ≥ 25%                       |                  | ≥ 2.5%                      | ≥ 31%       | ≥ 3.5%        | ≥ 14%          |             |
| Fideus o flocs de xocolata amb llet                    | ≥ 20%                       |                  | ≥ 2.5%                      | ≥ 12%       | ≥ 3.5%        | ≥ 12%          |             |
| Xocolata amb llet de família ("Family milk chocolate") | ≥ 20%                       |                  | ≥ 2.5%                      | ≥ 25%       | ≥ 5%          | ≥ 20%          |             |
| Crema de xocolata                                      | ≥ 25%                       |                  | ≥ 2.5%                      | ≥ 25%       | ≥ 5.5%        | ≥ 14%          |             |
| Xocolata amb llet desnatada                            | ≥ 25%                       |                  | ≥ 2.5%                      | ≥ 25%       | ≤ 1%          | ≥ 14%          |             |
| Xocolata blanca                                        |                             | ≥ 20%            |                             |             |               | ≥ 14%          |             |
| "Chocolate a la taza"                                  | ≥ 35%                       | ≥ 18%            | ≥ 14%                       |             |               |                | ≤ 8%        |
| "Chocolate familiar a la taza"                         | ≥ 30%                       | ≥ 18%            | ≥ 12%                       |             |               |                | ≤ 18%       |

### Japó
Al Japó, els 'productes de xocolata' es classifiquen en una escala complexa.
Chocolate materials (チョコレート生地, chokorēto kiji):
- Pure chocolate material (純チョコレート生地, jun-chokorēto kiji)
Cocoa content ≥35%, cocoa butter ≥18%, sucrose ≤55%, lecithin ≤0.5%, no additives other than lecithin and vanilla flavoring, no fats other than cocoa butter and milk fats, water ≤3%
- Pure milk chocolate material (純ミルクチョコレート生地, jun-miruku chokorēto kiji)
Cocoa content ≥21%, cocoa butter ≥18%, milk solids ≥14%, milk fats ≥3.5%, sucrose ≤55%, lecithin ≤0.5%, no additives other than lecithin and vanilla flavoring, no fats other than cocoa butter and milk fats, water ≤3%
- Chocolate material (チョコレート生地, chokorēto kiji)
Cocoa content ≥35%, cocoa butter ≥18%, water ≤3%. It is also permitted to substitute milk solids for cocoa content as follows: cocoa content ≥21%, cocoa butter ≥18%, combined milk solids & cocoa content ≥35%, milk fats ≥3%, water ≤3%.
- Milk chocolate material (ミルクチョコレート生地, miruku chokorēto kiji)
Cocoa content ≥21%, cocoa butter ≥18%, milk solids ≥14%, milk fats ≥3%, water ≤3%
- Quasi chocolate material (準チョコレート生地, jun-chokorēto kiji) a
Cocoa content ≥15%, cocoa butter ≥3%, fats ≥18%, water ≤3%
- Quasi milk chocolate material (準ミルクチョコレート生地, jun-miruku chokorēto kiji)
Cocoa content ≥7%, cocoa butter ≥3%, fats ≥18%, milk solids ≥12.5%, milk fats ≥2%, water ≤3%

Chocolate products (チョコレート製品, chokorēto seihin):
Els productes que utilitzen xocolata amb llet o quasi xocolata amb llet tal com es descriuen anteriorment es tracten de la mateixa manera que la xocolata/quasi xocolata.
- Chocolate (チョコレート, chokorēto)
Processed chocolate products made from chocolate material itself or containing at least 60% chocolate material. Processed chocolate products must contain at least 40% chocolate material by weight. Amongst processed chocolate products, those containing at least 10% by weight of cream and no more than 10% of water can be called raw chocolate (生チョコレート, nama chokorēto)
- Chocolate sweet (チョコレート菓子, chokorēto kashi)
Processed chocolate products containing less than 60% chocolate material
- Quasi chocolate (準チョコレート, jun-chokorēto)
The quasi symbol should officially be circled. Processed quasi chocolate products made from quasi chocolate material itself or containing at least 60% quasi chocolate material.
- Quasi chocolate sweet (準チョコレート菓子, jun-chokorēto kashi)
Processed quasi chocolate products containing less than 60% quasi chocolate material

### Estats Units
La Food and Drug Administration (FDA) dels EUA regula la denominació i els ingredients dels productes de cacau:
Semidolç i amargant són termes utilitzats tradicionalment als Estats Units per indicar la quantitat de sucre afegit a la xocolata negra. Normalment, la xocolata agredolça té menys sucre que la xocolata semidolç, però les dues són intercanviables a l'hora de coure. Tots dos han de contenir un mínim d'un 35% de sòlids de cacau.
A la indústria americana de la xocolata , el licor de xocolata és l'estat mòlt o fos de la punta de la gra de cacau, que conté aproximadament parts iguals de mantega de cacau i sòlids.
| Producte                              | Licor de xocolata | Sòlids de llet | Sucre | Greix de cacau | Greix de llet |
| ------------------------------------- | ----------------- | -------------- | ----- | -------------- | ------------- |
| Xocolata amb mantega                  | ≥ 10%             | ≥ 12%          |       |                | < 3,39%       |
| Xocolata amb llet                     | ≥ 10%             | ≥ 12%          |       |                | ≥ 3,39%       |
| Bombons de productes lactis barrejats | ≥ 10%             | ≥ 12%          |       |                |               |
| Xocolata amb llet desnatada           | ≥ 10%             | ≥ 12%          |       |                | < 3,39%       |
| Xocolata dolça                        | ≥ 15%             | < 12%          |       |                |               |
| Xocolata semidolç o agredolça         | ≥ 35%             | < 12%          |       |                |               |
| Xocolata blanca                       |                   | ≥ 14%          | ≤ 55% | ≥ 20%          | ≥ 3,5%        |

El març de 2007, l' Associació de Fabricants de Xocolata, els membres de la qual inclouen Hershey's, Nestlé i Archer Daniels Midland, va començar a pressionar l'Food and Drug Administration (FDA) dels Estats Units per canviar la definició legal de xocolata per permetre la substitució de "greixos vegetals segurs i adequats". i olis" (inclosos olis vegetals parcialment hidrogenats ) per a la mantega de cacau, a més d'utilitzar "qualsevol edulcorant" (inclosos edulcorants artificials) i substituts de la llet. Actualment, la FDA no permet que un producte sigui denominat "xocolata" si el producte conté algun d'aquests ingredients. Per evitar aquesta restricció, els productes amb substituts del cacau sovint es marquen o s'etiqueten com a chocolatey ("xocolatosos") o "fets amb xocolata".